# Lajeado das Pombas
O lajeado das Pombas é um rio brasileiro do estado do Rio Grande do Sul,, no município de Santo Ângelo.